# Johann Christian Themel
Johann Christian Themel, latinisiert Joannes Christianus Themelius (* 23. Juni 1709 in Oelsnitz/Vogtl.; † 26. Juli 1755 in Annaberg) war ein deutscher Arzt und Herausgeber einer der ersten Zeitschriften im sächsischen Erzgebirge.

## Leben
Johann Christian Themel stammte aus Oelsnitz und studierte Medizin an der Universität Jena. Dort legte er 1732 die von Johann Christian Stock begleitete Dissertation Dissertationum Philosophicarum De Partibus Hominis Essentialibus Secunda. De Corpore Humano, Jena 1732, vor. In der sächsischen Bergstadt Annaberg ließ er sich daraufhin als praktischer Arzt nieder, wo er bis zu seinem Lebensende wirkte.
1747 veröffentlichte er in Leipzig das Standardwerk Hebammenkunst.
1747 begann Johann Christian Themel mit der Herausgabe einer eigenen Zeitschrift, die er Ober=Erzgebürgisches Journal, oder: Sammlung von allerhand in die hiesige Natur=Wissenschaft überhaupt, als auch andere Scientien, in die Mechanic, Oeconomie, Jägerey, Hammerwerke, Fabriquen, Handlungs-Sachen und Künste, einschgalenden merkwürdigen Abhandlungen, zum Vergnügen und Nutzen gesammelt, die zunächst bei August Valentin Friesen gedruckt, später in Freiberg und Leipzig bei Theodor Gottlieb Reinhold verlegt worden ist. Die Lesergunst dieser neuen Zeitschrift hielt sich allerdings sehr in Grenzen, so dass Themel bereits im Jahre 1751 das Erscheinen seiner Zeitschrift wieder einstellen musste. Einige Beiträge erregten allerdings damals internationales Aufsehen, wie die von Johann Christian Themel verfasste Beschreibung einer am 25. Januar 1751 zur Welt gekommenen Missgeburt.
1751 legte er an der Universität Leipzig eine weitere Dissertation unter dem Titel Commentatio Medica Qua Nutritionem Foetus In Utero Per [...] vor.
In Annaberg, wo er die Löwenapotheke besaß, wurde er 1751 Ratsmitglied, 1755 Stadtrichter.

## Anmerkung
1. ↑  In der Literatur findet sich fälschlich auch das abweichende Sterbejahr 1767.